# Southey, Kanada
Southey är en ort i Kanada.   Den ligger i provinsen Saskatchewan, i den sydöstra delen av landet, 2 200 km väster om huvudstaden Ottawa. Southey ligger 555 meter över havet och antalet invånare är 778.
Terrängen runt Southey är mycket platt. Trakten runt Southey är nära nog obefolkad, med mindre än två invånare per kvadratkilometer.. Southey är det största samhället i trakten.
Trakten runt Southey består till största delen av jordbruksmark.